# Pakistán en los Juegos Olímpicos de Roma 1960
Pakistán estuvo representado en los Juegos Olímpicos de Roma 1960 por un total de 44 deportistas masculinos que compitieron en 7 deportes.
El portador de la bandera en la ceremonia de apertura fue el atleta Muhammad Iqbal.

## Medallistas
El equipo olímpico pakistaní obtuvo las siguientes medallas:
| Nombre          | Deporte             | Competición |
| --------------- | ------------------- | ----------- |
| Oro             |                     |             |
| Equipo          | Hockey sobre hierba | Torneo M    |
| Plata           |                     |             |
| —               |                     |             |
| Bronce          |                     |             |
| Muhammad Bashir | Lucha libre         | 73 kg M     |